# Михайловка (Кижингинский район)
Миха́йловка  — село в Кижингинском районе Бурятии. Входит в сельское поселение «Верхнекодунский сомон».

## География
Расположено на правом берегу реки Худан, в 2—3 км выше места впадения в неё реки Чесан, в 48 км к востоку от районного центра, села Кижинга, в 10 км к северо-востоку от центра сельского поселения — улуса Чесан.  

## Население
| 2002 | 2010 |
| ---- | ---- |
| 762  | ↘560 |